# وولف-رودیگر نتس
وولف-رودیگر نتس (به آلمانی: Wolf-Rüdiger Netz) بازیکن فوتبال و هافبک اهل آلمان شرقی بود که از سال ۱۹۷۸ میلادی عضو تیم ملی فوتبال آلمان شرقی بوده‌است. وی در ۲ بازی ملی حضور داشته و در بازی‌های ملی‌اش گلی به ثمر نرساند. وولف-رودیگر نتس آخرین بازی ملی خود را در سال ۱۹۸۱ میلادی انجام داد.